# Плутон (мифология)
Плуто́н (др.-греч. Πλούτων, лат. Pluto) в древнегреческой и римской мифологии — одно из имён бога подземного царства и смерти. Начиная с V в. до н. э. это имя прибавлялось к более древнему имени Гадес (Аид, ᾍδης Hā́idēs) и окончательно вытеснило его.
Плутон — старший сын Сатурна и Опы. Брат Юпитера, Нептуна, Цереры, Весты и Юноны. Дядя и супруг богини Прозерпины. После победы над титанами и гигантами братья поделили вселенную, и Плутону досталось в удел подземное царство и власть над тенями умерших. Плутон считался «гостеприимным», но неумолимым богом, который охотно принимал всех в свою обитель, но никого не отпускал обратно. Ряд мифов связывал Плутона с богом богатства — Плутосом. Известен лишь один храм, посвященный Плутону, который находился в Элиде. В жертву Плутону приносили крупный рогатый скот чёрной масти. Плутона изображали с двузубцем или жезлом в руке, иногда с рогом изобилия.
В честь Плутона и Прозерпины в Риме праздновались Терентинские и Таврийские игры.

## Древнегреческая мифология
Плутон сражался с Гераклом, когда тот ходил добывать для Эврисфея адского пса Кербера. Геракл ранил в плечо Плутона, который должен был покинуть своё царство и отправиться для врачевания раны на Олимп к врачу богов Пеону. В другой раз покинул Плутон преисподнюю для похищения Персефоны. У Плутона имелась волшебная шапка, которая делала надевшего её невидимым; её надевали Персей, Афина и Гермес.

## Древнеримская мифология
В древнеримской мифологии Плутон — сын Сатурна и Опы (Крона и Реи), брат Юпитера, Юноны, Нептуна, Цереры и Весты. Плутон получил в свой удел загробный мир и был назначен богом подземных богатств. Он внушал всем людям непреодолимый ужас, так как он появлялся на поверхности земли только для того, чтобы выбрать себе очередную жертву и утащить её в своё мрачное жилище. Плутон проверял, нет ли на земле трещины, через которые в его тёмное царство мог бы проникнуть солнечный луч и разогнать царящий там мрак. У него была колесница, которую везли четыре чёрных жеребца.
Однажды он увёз прекрасную богиню растений, Прозерпину, которую усадил на трон в Гадесе и сделал своей царицей.